# World Fashion Channel
World Fashion Channel è un canale televisivo nato nel 2005 e trasmesso in Europa, Asia e dal 31 luglio 2007 in Italia sulla piattaforma televisiva Sky al canale 488. Ha avuto anche delle edizioni locali in Russia.. In Italia è trasmesso in lingua originale. Il canale è dedicato alla moda e trasmette sfilate e programmi correlati alla bellezza, allo stile e alla moda; trasmette 24 ore su 24. Il canale ha partecipato alla settimana della moda organizzata da Madeinmedi, nella stagione 2010 e 2011. Dal 1º aprile 2015 trasmette solo in HD sul satellite Eutelsat Hot Bird 13D.
A maggio 2020 il canale viene eliminato dalla piattaforma Sky Italia